# 明日のナージャ
『明日のナージャ』（あしたのナージャ）は、2003年2月2日から2004年1月25日まで、朝日放送を制作局としてテレビ朝日系列で毎週日曜8:30 - 9:00（JST）に全50話が放送された、東映アニメーション制作の女児・少女向けアニメ。

## 概要
本作品は放送当時（2003年）から約100年前、20世紀初頭のヨーロッパとエジプトを舞台に、主人公のナージャの母親探しの旅を物語の縦糸に据え、双子の少年フランシスとキースとの恋愛劇を横糸として絡めた意欲作として制作された。『キャンディ・キャンディ』や『はいからさんが通る』などの、1970年代の少女向け歴史大河アニメを模した作風が特徴であり、またヨーロッパを巡る母親探しの旅には「世界名作劇場」からの、フランシスとキースとの恋愛模様には少女漫画からの影響が多分に見られる。また、作中でナージャが関わるエピソードの多くは貴族と平民、資産家と貧乏人などの社会的な身分格差に関わるものである。
ナージャは舞台となるヨーロッパ各地で覚えこんだチロリアンダンス、イタリアンフラッグショー、フラメンコなどのダンスや、特技の一つである歌を作中で披露する。番組途中までは冒頭で舞台となる都市名が読み上げられており、ヨーロッパ各地の風俗描写も本作品に彩りを添えている。また、大勢の美青年・美少年が登場するのも、本作品の特徴である。
本作品の放送期間に合わせて、あゆみゆいが手がけた漫画版が『なかよし』に連載された。詳細は漫画の節を参照。また、サイドストーリーとしてドラマCD『明日のナージャ 音的挿話シリーズ』がある。

## 商業面
本作品は児童層を対象とした狙いが外れ、番組放送開始から終了まで一貫して低視聴率に苦しみ、既存の本放送枠の視聴者から受け入れられない結果に終わった。8月の平均視聴率が5.2%と日曜8時30分枠のアニメの過去最低記録を更新し、途中に一定の改善を見たものの最終的には6.8%という当時最低水準の平均視聴率に落ち込んだ。前番組の『おジャ魔女どれみ』シリーズのみならず、直前に放送されていた同じ東映制作・バンダイ提供の「スーパーヒーロータイム」における『仮面ライダー555』の平均視聴率9.3%からも大きく引き離され、小道具（バトン・ドレス・ブローチ・傘など）をモチーフにした女児向け玩具の製作販売を担当したバンダイの業績に影響を与えた。
本作品の終了に伴い、14年間に亘って同枠の放送作品のプロデューサーを担当した関弘美はじめ多くのスタッフの降板人事が行われ、後番組の『ふたりはプリキュア』は鷲尾天プロデューサーを中心とした体制に切り替わった。ナージャが不振に終わったという点は東映内でも認識されており、今日に続く長期展開となった「プリキュアシリーズ」も制作当初は成功が不安視されていた。このことについて、2009年の『フレッシュプリキュア!』以降のシリーズのプロデューサーである梅澤淳稔は「『明日のナージャ』が1年で終わったので、『ふたりはプリキュア』も短命だろうと思って」とインタビューで回想している。東映アニメーション常務取締役で経営面を担当する西廣太郎も「あまりヒットしなかった」と発言している。
その一方で他作品と同じく本作品も欧米での放送がなされ、各国語への翻訳・吹き替えが行われており、この中でしばしば「海外では成功を収めた」と主張される傾向にある。西は2005年に海外展開に関するインタビューで当作品と『一休さん』を例示しているが、具体的な売り上げなどには言及しなかった。また、どの様な点が異なる点であったのかなど詳しい説明は行われていない。劇中音楽に関しては2008年度に海外からの分配金額が最も多かった作品に与えられるJASRAC国際賞を得ている。

## あらすじ

### 第1 - 5話 イギリス編
イギリスの首都、ロンドン近郊のアップルフィールド孤児院で育った少女ナージャは、13歳の誕生日を迎えようとする頃に亡くなったと思われていた母親が実は生きていることを知らされ、母が初めての舞踏会で身に着けたドレスと母の日記帳を譲り受ける。孤児院を飛び出したナージャは、踊り子として旅芸人のダンデライオン一座に加わる。旅の途中でナージャはそのブローチを付け狙う2人組の探偵ロッソとビアンコ、ナージャが「星の瞳のナイト」と名付けたハーコート侯爵家の令息フランシス、そして世間を騒がせている仮面の怪盗黒バラと遭遇する。

### 第6 - 12話 フランス編
パリへ巡業に訪れたナージャとダンデライオン一座は、送られてきた日記を手掛かりにナージャの母親を捜し求める。おばばに連れられて使いに行った際、モンテルラン夫人の舞踏会で、ナージャは会場に紛れ込んだ怪盗黒バラと再会する。一方、ナージャはますますフランシスへの想いを強めていく。

### 第13 - 16話 スイス編
ダンデライオン一座が慰問公演に訪れたレマン湖畔の孤児院で、ナージャはフランシスと再会する。孤児院のための寄金活動を行う理由を尋ねられたフランシスは、貴族にはその身分にともなう義務があるという、ノブレス・オブリッジをナージャに教える。しばしの逢瀬を楽しんだ後、ナージャはフランシスと朝日の中で初めてのキスを交わす。またナージャはそこでチロリアンダンスを子どもたちに教えた。

### 第17 - 22話 イタリア編
ヴェネツィアの篤志家カルロが怪盗黒バラに狙われる。実はカルロに横領されていた寄付金を盗み出し、貧しい人々に施す黒バラの姿に、黒バラを悪人だと思い込んでいたナージャは戸惑う。
また、作中ではこの辺りからナージャの出生の秘密と、彼女を取り巻く陰謀の詳細が明らかにされる。かつてオーストリア貴族の娘コレットは、平民レイモンとの結婚を父親のプレミンジャー公爵に許されず、駆け落ち同然にしてナージャを産んだ。レイモンが事故で死んだ後、本人も重病から回復したばかりのコレットに、ナージャは死んだとプレミンジャー公爵は嘘を教え、ナージャは乳母の手でアップルフィールド孤児院に預けられたのだった。
その後、放蕩息子のヘルマン（ナージャの叔父）を勘当したプレミンジャー公爵は、行方不明のナージャを探偵のロッソとビアンコに捜させていた。一方、プレミンジャー家の爵位と財産を狙うヘルマンは、ロッソとビアンコを買収し、母娘の証であるブローチをナージャから取り上げようとしていた。

### 第23 - 29話 スペイン編
グラナダでしばしの休暇を楽しむダンデライオン一座。夏の暑い天候の最中、1人で街を散策しに出掛けたナージャは、フランシスと再会する。再会を喜ぶナージャに、フランシスはよそよそしい態度を取り続ける。そして別れの間際に、グラナダの人ごみの中に、もう1人のフランシスがいるのをナージャは見つける。「どちらのフランシスが本当のフランシスなのか？」そんな疑問を心で繰り返しながら、スペインでの公演を続けるナージャ。闘牛士ホセとフラメンコダンサーのカルメンの恋模様にも絡みながら……。
そんなある日、ナージャはアップルフィールド孤児院で親友だった少女、ローズマリーと顔を合わせる。幼い頃はナージャをナイト役に据え、プリンセスになることを夢見ていたローズマリーは、今はゴンザレス男爵家のメイドとして下働きの日々を送っていた。ナージャとの再会に流石のローズマリーも喜んだが、パーティ会場にドレス姿で賓客として招かれたナージャを見て、嫉妬に燃える。これ以降、ローズマリーは、ロッソとビアンコ、ヘルマンらと手を組み、ナージャの母親探しを妨害するようになる。一座がスペインを去るころのホセの死は、今後のストーリーの暗雲を暗示するかのようである。

### 第30 - 31話 ギリシャ編
ミコノス島でフランシスと出会ったナージャは、思い切ってグラナダでのことを尋ねてみる。動揺したフランシスは、双子の兄キースの存在をナージャに打ち明ける。フランシスの兄キースは、金持ちから盗んで貧しい人々に施すため、怪盗黒バラとして悪事を働いていた。一方、フランシスは自分が行った寄付が原因で潰れてしまった孤児院のことを知らされる。裏目に出た善意を償うために、廃墟となった孤児院で雨の中フランシスはレンガを積み続ける。泥まみれのフランシスを、ナージャは複雑な気持ちで見守る。

### 第32 - 34話 エジプト編
ナージャの母親の日記に書かれていた考古学者ハリソン教授を訪ねて、エジプトを訪れたダンデライオン一座。ハリソン教授はすでに亡くなっていたが、教授の教え子で、イギリスでナージャの知り合いになったクリスチャン・ストランドから、ブローチの中の指輪の紋章が、プレミンジャー公爵家の紋章であることを教えてもらう。しかし、ようやく母親への手掛かりを掴んだ矢先に、ピラミッドの中でナージャはブローチをロッソとビアンコに盗まれてしまった。ブローチを手に入れたヘルマンは、ローズマリーを、ナージャだと偽ってプレミンジャー公爵に引き合わせる。

### 第35 - 50話 オーストリア編
プレミンジャー公爵家を訪ねて、ナージャとダンデライオン一座はオーストリアまでやってきた。ナージャに同情した新聞記者のハービーは、盗まれたブローチについての記事を書く。辛うじてヘルマンの手からブローチを取り戻したキースは、ブローチをナージャに手渡して力尽きる。しかし、ローズマリーの演技とヘルマンの奸策によって、ハービーの記事は、ローズマリーが黒バラによってブローチを盗まれた記事に差し替えられてしまう。
母親のいるウィーンで母の形見であるドレスに身を包み、シュトロハイム伯爵夫人のパーティに潜り込んだナージャは、ナージャの名を騙るローズマリーと出会う。詰問するナージャを巧みに欺いてドレスを取り上げたローズマリーは、ナージャをパーティ会場から追い出し、目の前で母親の形見のドレスを引き裂く。ローズマリーによりウィーン警察に追われる身になったナージャは、疑いを晴らし身の証を立てるため、1人でイギリスへ旅出つ。
最後にナージャは自分に掛けられた疑いを晴らし、母親との再会を果たす。しかし、プレミンジャー公爵はプレミンジャー家の後継者として彼女を教育しようと目論む。ナージャはその目論見をはねつけ、母親と別れて再びダンデライオン一座と共に世界に旅立っていった。

## 登場人物

### ダンデライオン一座
ナージャ・アップルフィールド
声 - 小清水亜美
本作品の主人公。アップルフィールド孤児院で育った、プラチナブロンドと青い瞳が特徴の12歳（作中で13歳の誕生日を迎える）の少女。フランス生まれ、イギリス育ち（母コレットはオーストリア人で父レイモンはフランス人）。特技の歌と天性のダンスの才能で、ダンデライオン一座の踊り子になる。
赤ん坊の頃に生き別れた母親を探すために、母縁の品々であるピンク色の宝石の銀指輪が仕込んだ赤と金のハート型のブローチ・ドレス・日記帳を持って旅を続ける。天真爛漫かつ行動的な性格で、人を疑うことを知らない純粋な心の持ち主。そのため、旅の途中で出会った男性達を惹きつける。
旅の途中、叔父であるヘルマン一味の妨害や親友ローズマリーの裏切りによってブローチを奪われるが、怪盗黒バラ（キース）や様々な人の協力によって取り返すことに成功する。物語最終盤、様々な困難を乗り越えプレミンジャー公爵の実の孫娘であることが証明され、正式に「ナージャ・プレミンジャー」と呼ばれるようになり、祖父であるプレミンジャー公爵の妨害を退けて念願の母との再会を果たした。その後は今まで通り自立して生きるため、公爵家の元に残ることを拒否し、ダンデライオン一座へと戻り旅を続けることを決意した。
ドラマCDではテレビシリーズのその後が描かれており、突如としてご都合的に大破してしまったからくり自動車の替わりに旅立ちの資金にと、コレットから渡された宝石類を全て売り払い、劇場を購入、ダンデライオン劇場と命名し、新たな人生をスタートさせた。ピーマンよりナスが好き。
主人公の名前「ナージャ」は、フランスのシュルレアリスム作家アンドレ・ブルトンの小説『ナジャ』に登場するヒロインの名前から取られている（ただし、このアニメと小説『ナジャ』に直接の関係はまったくない）。「ナージャ」は「希望」を意味するロシア語「ナディエージダ」に由来し、ロシア語圏ではありふれた女性名である。
ゲオルグ・ハスキル
声 - 一条和矢
ダンデライオン一座の団長を務めるドイツ人の大男。怪力の持ち主で、ダンデライオン一座の大黒柱。からくり（メカ）にも強く、ダンデライオン一座のからくり自動車は彼の作品である。生きがいのトレジャーハンティングはいつも不発に終わっている。
シルヴィー・アルテ
声 - 折笠富美子
ダンデライオン一座の歌姫。美しい歌声と美貌の持ち主のフランス人。ナージャにとっては姉のような人。吟遊詩人のラファエルに思いを寄せている。ラファエルと繰り広げた歌は背景にバラが溢れ、古典的な少女漫画を思わせる出来になっている。
二度と誰も愛さないと決めたラファエルに片思いしていたはずだが、後日談であるドラマCDではアーベルと結婚している。
アーベル・ガイガー
声 - 山崎たくみ
ダンデライオン一座でピエロを担当するドイツ人の初老の男。言語に詳しく、ナージャの母親の日記を翻訳したりするなど、ナージャの母親探しを知識の面からサポートした。
医者として利益度外視で貧しい人々のために尽くしていたが、治療費もろくに貰っていなかったため息子の薬が買えず、薬を盗んで刑務所に入れられる。出所後は家族の元には戻らず、ダンデライオン一座に入った。
後日談ドラマCDではなんの前触れもなく、年齢の差を無視してシルヴィーと電撃結婚した。
トーマス・オブライアン
声 - 岸尾大輔（現：岸尾だいすけ）
ダンデライオン一座のバイオリニスト。イギリス人の青年。ステージの上では堂々と演奏をこなせるが、もともと温厚で内気な性格ゆえ、シルヴィーへの想いを打ち明けられずにいる。表情は一見優しく穏やかだが、実はお酒が入ると泣き上戸なうえに暴れてしまう。
後日談ドラマCDではシルヴィーがアーベルと結婚したことにショックを受けて、毎日のように酒を飲んでは嘆いていた。
クリームとショコラ
声 - 甲斐田ゆき、木内レイコ
ダンデライオン一座のマスコットの双子のライオン。2匹とも白い体をしているホワイトライオンだが、ショコラの方は体を黒く染められている。
リタ・ロッシ
声 - 大谷育江
クリームとショコラを使ったショーを繰り広げる、ダンデライオン一座の幼いイタリア人少女。世界一小さなライオン使い。火事で両親をなくし、そのショックで言葉を話せなくなった。しかしナージャを助ける事をきっかけに声を取り戻す。
アンナ・ペトロワ
声 - 京田尚子
通称おばば。年齢不詳。ロシア人の老女。帽子製作と占いの名手。多くの貴婦人を得意先に持つ。水晶玉占いでナージャの不思議な運命を予言した。若かりし頃はかなりの美人説がある。
ケンノスケ・ツルギ
声 - 木内レイコ
ナージャの後からダンデライオン一座に加わった、居合い抜きが得意な日本人のサムライ少年。両親とは死に別れ、いつか立派になって生き別れた妹を迎えに行くという夢がある。ナージャに憧れている。からくりに興味が深く、パリではナージャの母のゆかりのオルゴールを譲り受けるために活躍した。
ラファエル
声 - 山本耕史
ダンデライオン一座の一員だった吟遊詩人。かつて貴族の女性と想い合い駆け落ちするものの、貧しさのために女性を亡くしてしまう。自分と出会わなければ彼女は死ななかったとし、二度と人を愛さないと決めた。廃墟となったアップルフィールド孤児院でナージャと再会、ナージャには明日へと羽ばたく翼があることを教える。

### アップルフィールド孤児院
院長先生
声 - 瀬能礼子
アップルフィールド孤児院の院長先生。火事の際に行方不明になったナージャのことを心配している。しかし子供達を助ける為亡くなってしまった。
エヴァンズ先生
声 - 永野愛
アップルフィールド孤児院の若い先生。
ローズマリー・アップルフィールド
声 - 宍戸留美
ナージャと同じアップルフィールド孤児院で育った女の子。ウェーブがかかった金髪に青い眼という、一見するとナージャと同じ特徴を持つ。
幼い頃からプリンセスとなることを強く夢見ており、幼い頃はナージャとプリンセスとその従者のごっこ遊びをしていた。スペインではメイドとして惨めな下働きの日々を送りながらもナージャとの再会を喜ぶが、後にナージャが自分の思い描くプリンセス（貴族の娘）であることを知ってからは、激しい嫉妬と黒い欲望が轟くようになり、そして願いを叶えるためなら周りの人間を傷つけることも陥れることも厭わない性悪な悪女へと変貌する。
ヘルマンと組み、メイド時代とは見違えるほどの狡猾さでナージャになりすまし、彼女を苦しめ、自身がプリンセスに成り代わろうと画策していた。その後ヘルマンが破滅し、自身が偽者であることが発覚した際には、追い出される前に自分から屋敷を出て行くことを宣言し、最後はナージャに全てを返して自分の夢を掴み取るために旅立った。
最後まで開き直った態度を取り続け、ナージャとは和解には至らなかったが、自身の夢を追い続けるという境涯からか、ナージャの夢である母との再会を奪ったことに関しては謝罪した。また、貴族社会の中で唯一、ナージャの母であるコレットは優しくしてくれたとナージャに告げた。なお、ナージャに対しては貴族社会が腐敗しており、先がないということを伝えていたが、それ以前には貴族社会の腐敗を意識したり貴族としての生活に不満を持っていた節はなく、この発言は単に黒バラに関する新聞記事を引用して見せただけのようである。
アニメ後日談を描いたCDドラマでは、自力で生きていけずにナージャの一座に転がり込み、懲りずに悪だくみを続けようとする様子が描かれている。
オリバー
声 - 橘U子
アップルフィールド孤児院出身の男の子。茶色い髪と瞳で、前髪はオールバックにして後ろは一つに結っている。ナージャと木登り競争をよく行っていた。パリで鞍職人に弟子入りしている。ナージャに好意を寄せていて、告白をしようとするがたびたび失敗する。
アレックス
声 - 能登麻美子
アップルフィールド孤児院出身の男の子。行方不明になったナージャを心配している。
デイジー
声 - 松本美和
アップルフィールド孤児院で育った女の子。茶色の髪にピンで前髪を留めている。
ピーター
声 - 永野愛
アップルフィールド孤児院で育った男の子。
フィービー
声 - 能登麻美子
アップルフィールド孤児院で育った女の子。
ニコル
声 - 秋谷智子
アップルフィールド孤児院で育った女の子。テレビシリーズでは目だたないが、CDドラマの「その2」と「その3」に登場し、ダンデライオン一座に加わった。

### 貴族
フランシス・ハーコート / 星の瞳のナイト
声 - 斎賀みつき
ナージャが憧れるイギリスの貴族ハーコート侯爵家の令息。亡き母（アメリア）の意志を引き継ぎ、奉仕活動に専念する日々を送っている。ナージャとは自宅で開かれたチャリティー舞踏会が初対面。一人でも楽しそうに薔薇園で踊るナージャに亡き母の姿を重ね、次第に惹かれていく。
誠実で穏和で優しく、前向きな性格ではあるが、その反面世間知らずでなおかつ保守的な面もあるため、自身の奉仕活動が市民の反感を買ってしまうことがままある。
メリーアンのことは幼馴染みとしか思っておらず、親によってメリーアンと婚約させられそうになった時には、きっぱり断った。
ナージャが、キースではなく自分を選んだことに喜ぶも、本当にナージャが愛しているのはキースだということに気付く。そのためキースが逮捕されてはナージャが悲しむからと、キースの代わりに怪盗黒バラとして逮捕される。その後、キースの行動により疑いは晴れ、キースと和解する。
キース・ハーコート / 怪盗黒バラ
声 - 斎賀みつき
ナージャの前にたびたび姿を現す仮面の怪盗。フランシスそっくりな素顔を持つが、実は双子の兄。6年前に寄宿学校から姿を消し、表向きには死んだことになっている。
基本的には優しいが弟のフランシスとは対照的にややニヒルで荒っぽく不器用ながらも何事もあきらめない熱い性格である。また喧嘩も強くやや強引な手段をも厭わない一面もあるがゆえ、貴族から反感を買いやすいが、市民からは徐々に支持を得ている。
怪盗黒バラとして、あくどい方法で金儲けをする貴族や金持ちから金を盗み、貧しい人々に与えていた。ナージャのブローチが盗まれた際にはヘルマンの部屋に忍び込んでブローチを取り返すなど、影からナージャを助けた。
第1話でロッソとビアンコからナージャを助けたのはフランシスではなくキース。その後、スペインのグラナダでナージャとデートし、母の形見である万華鏡を渡す。
最終的には怪盗黒バラを闇に葬り、今後はフランシスと共に、二人で力を合わせていくことをナージャに誓う。
ハーコート侯爵
声 - 立木文彦
フランシスとキースの父親。フランシスとナージャが親しくすることに反対する。投資に失敗して侯爵家が傾いたためフランシスとメリーアンの婚約を進めるが、ナージャがプレミンジャー公爵家の出だとわかると、フランシスがナージャと同行してウィーンまで行くことを許可した。
アメリア
声 - 詩乃優花
フランシスとキースの母親。2人が8歳の時に亡くなる。
エマ・クイーンズベリー
声 - 今井由香
アメリアの妹。亡くなった姉に代わって2人の世話などのために、たびたびハーコート家にやってくる。おばばの作る帽子の大ファン。
メリーアン・ハミルトン
声 - 岬風右子
ハーコート兄弟の幼馴染で、フランシスがハーコート侯爵に婚約するよう命じられた相手。物語の終盤に登場する。ハミルトン伯爵家の令嬢。
幼い頃からフランシスだけを想ってきた。ナージャがフランシスとキースの間で揺れ動いていた時には「フランシスは諦めてキースにしなさい」などと嘯き、例えナージャが本当にプレミンジャー家の人間だとしても諦めないと宣戦布告した。
プレミンジャー公爵
声 - 丸山詠二
ナージャの実祖父。オーストリアでも一、二を争う名門貴族。家門の存続を第一の命題として最重要視しており、2人の実子コレットとヘルマンがそれぞれ不祥事で相続権を失っているため、孫娘のナージャを呼び戻そうとしている。かつて発掘作業を行うハリソン教授に資金援助を行っていた。不良息子のヘルマンとは折り合いが悪く、ヘルマンがローズマリーをナージャとして連れて来た際は本当にナージャか不審に思っていた。そして、ヘルマンの悪事を知り、ヘルマンが警察に逮捕された際はアントニオからのヘルマンの借金を全額返済したが、ヘルマンに永遠の勘当を言い渡した。ナージャを本物と認めた後も、コレットとの再会を許さず、ナージャをスイスの寄宿学校へ入学させようと企てたが、ナージャ自身が拒否したことで失敗に終わる。
コレット
声 - 安原麗子
プレミンジャー公爵の娘で、ナージャが幼い頃に別れた実母。プレミンジャー公爵の反対を押し切り、夫のレイモンと駆け落ちした。ローマに来ていた時、退屈したため付き人であるヨハンナをまいて冒険を行い、真実の口の所でナージャと遭遇し、「ローマの休日」のように手を入れて遊んだが、娘本人であるとは気づかなかった。ナージャと同じ容姿をもつ。
アルベルト・ワルトミュラー伯爵
声 - 宮本充
コレットの幼馴染で再婚相手。コレットの過去を知りつつ、彼女を愛して結婚した。ナージャが生きていることを知って、彼女を養女にしてもいいと思っている。
ヘルマン・コロレード
声 - 二又一成
プレミンジャー公爵の不良息子でコレットの弟。父とは折り合いが悪く、成年の当主がいなくなったコロレード男爵家の当主に出されてしまっている。つまり、プレミンジャー家の相続権はなくなっている。父の前では「お父様」と呼んで媚びへつらっているが、内心では父を嫌っており、当人のいない場所では「親父」呼ばわりして陰口を叩いている。
プレミンジャー家の財産を手に入れるため、ロッソとビアンコを使い姪であるナージャのブローチを付け狙う。途中でローズマリーと手を組み、彼女をナージャに仕立て上げる。ところが、アントニオに借金の返済をしつこく求められ、さらにロッソとビアンコに脅迫され、徐々に追いつめられて行く。このことでロッソとビアンコから自分の悪事を暴露されることに恐怖を抱き、ヘルマンの屋敷に侵入して来たナージャと共に地下牢に閉じ込める。しかし、ナージャはロッソとビアンコの協力で天井の窓から無事脱出した。
ロッソとビアンコには、主に手紙で命令していたようで、それを入手し警察にヘルマンの悪事を全て暴露しようとしたナージャに銃撃するが、突然ダンデライオン一座がからくり自動車で屋敷の壁を破壊してナージャとヘルマンの前に現れ、さらにケンノスケ達に取り押さえられ未遂で終わる。そして、最終的にはロッソとビアンコに送った手紙や証人となったアントニオの登場によって、プレミンジャー公爵に全ての悪事がバレたことで勘当され、警察に逮捕され、破滅した。
ヒルダ・コロレード
声 - 堂ノ脇恭子
ヘルマンの妻。ローズマリーに貴族の作法を教え込む。
オスカー・コロレード
声 - 関智一
ヒルダの前夫の息子。ヘルマンの放蕩ぶりにしびれを切らし、借金を返済するための手切金として亡き父が遺した自分の荘園を渡すかわりにコロレード家から出て行くように求める。母親思いの温厚な性格でプレミンジャー公爵からもその人柄を高く評価されている。義理の伯母のコレットに懐いている。ヘルマンの破滅後はウィーン警察にフランシスを罪に問わないよう嘆願した。
フェルナンド・ゴンザレス
声 - 高橋直純
リタを避けるため彼の乗った自動車が大破したことから、ナージャに難題を持ちかける。ゴンザレス男爵家の子息であり、スペインの家にローズマリーがメイドとして雇われていた。性格が悪い。

### 平民
ロッソとビアンコ
声 - 乃村健次、小嶋一成
プレミンジャー公爵に雇われてナージャを探す2人組の探偵。裏でヘルマンと内通しているが、内通はあくまで金のためであり忠誠心は全くなく、ヘルマンを脅迫するシーンも多々見受けられる。ヘルマンによってナージャ共々幽閉されるが、ナージャの強い意志に感化されて彼女の逃亡を助けた。その後、二人ともに警察に逮捕され、ヘルマンとは別の牢に収監された模様。太った兄貴分がロッソ、やせた方がビアンコ。兄弟ではないらしい。ビアンコは失言を犯すたびによくロッソに叱責される。
漫画版では、ナージャの「ブローチを返して！」という台詞に心を痛め、その良心の呵責から自分たちのこれまでの罪をプレミンジャー公爵に明かしたことで刑務所送りを免れている。
ロッソとはイタリア語で赤を表すrosso、ビアンコとはイタリア語で白を表すbiancoのことであり、2人のシャツの色もそれぞれ赤と白である。
ハービー・リビングストン
声 - 津田健次郎
アメリカ人でフランスの新聞・モンマルトル・ジャーナルの記者。ナージャに初めて出会ったときは二日酔いであった。怪盗黒バラを追っていて、旅先でナージャを何度も助けた。
怪盗黒バラが事件を起こすたび、盗みに入られた貴族や金持ちの悪事を暴く記事を書いていたことから、キースにも名前を覚えられていた。両親を幼い頃に亡くしている。
T.J.
声 - 甲斐田ゆき
ハービーの弟。ナージャに憧れていて、ケンノスケとはライバル関係。
クリスチャン
声 - 小栗雄介
考古学を学んでいる学生。数年前に亡くなったハリソン教授に援助してもらい教育を受けた。教授の遺志を受け継ごうとしている。大英博物館の前でナージャと初めて出会う。ミイラの内臓を収めるカノプス壺の説明をナージャにする。ローマではナージャのブローチを一緒に追いかけた。エジプトで再会した際に指輪の秘密に気づき、ナージャがプレミンジャー公爵家とゆかりのあることを教える。ナージャにはミイラ博士と呼ばれた。
エドナ
声 - 巴菁子
ナージャの元乳母の老婦人。物語時点ではロンドンに住み、クリスチャンの住むアパートを管理している。ナージャにトランクを贈った。物語中ではナージャとぶつかったものの、ナージャと気づくことはなかった。
レオナルド・カルディナーレ
声 - 鈴村健一
ナージャのことを「バラのつぼみちゃん」と呼んでいるカルディナーレ商会の御曹司。
婚約者であるジュリエッタがいながら沢山のガールフレンドを持つが、ジュリエッタがアントニオに言い寄られてからは、ジュリエッタだけを真剣に見るようになった。
ティエリ・ロートシルト
声 - 望月祐多
レオナルドの友人。服飾産業を手がけており、ナージャにドレスをプレゼントする。
アントニオ・ファビアーニ
声 - 堀川りょう、大谷育江（幼少期）
イタリア、ヴェネツィアの平民出身の企業家。ダンデライオン一座のお得意様で、よくシルヴィーを誘いに来る。貴族という地位に対する執着心が強く、貴族を陥れて財産を奪い取るなど、儲けるためなら手段を選ばない非情な面を持つが、年老いた母親を思う親孝行な一面もあるため、決して悪い人間ではない。終盤ではヘルマンに借金の返済を迫り、それがきっかけでヘルマンを破滅に追いやり、借金自体はプレミンジャー公爵から全額返済された。
ジュリエッタ・サヴェリー
声 - 伊藤美紀
サヴェリー伯爵家令嬢。レオナルドの生まれながらの婚約者だったが、アントニオに言い寄られる。フランシスかキースかどちらを選べばいいか悩むナージャに、自分が好かれている人物よりも自分が好きな人物に思いを伝えるのがいいとアドバイスをする。結果的にアントニオではなくレオナルドを選ぶ。
ジョン・ウィタード
声 - 矢薙直樹
イギリス人の天才肌のピアニスト。最初はナージャたちダンデライオン一座のことを馬鹿にしていた。ナージャの好きな子守唄（Etoile）の作曲家がナージャの父であったことがわかるきっかけを与える。数少ない友人の1人にフランシスがいる。
アンセルマ
声 - 火野カチコ
バルセロナでナージャにフラメンコダンスを教えた老婆。
ホセ・ロドリゲス
声 - 大塚明夫
スペインの英雄と呼ばれている闘牛士。失恋から命を惜しまなくなったため一流の闘牛士となった。また、助手（声 - 近藤隆、金光宣明）がいる。
カルメン
声 - 深見梨加
アンセルマの弟子の中で最高だった元フラメンコダンサー。ホセの恋人だったが、イギリス人富豪との結婚を選びホセを捨てた。スペインに戻りホセとの復縁を試みる。

### その他
レイモン
声 - 宮崎一成
フランス人作曲家。コレットの亡夫にしてナージャの実父。不慮の死を遂げてしまう。その後コレットも病気にかかったことから、ナージャはアップルフィールド孤児院に預けられることになる。
シモーヌ・モンテルラン
声 - 荒木香恵
フェルナンドの伯母（または叔母）。未亡人で参加者に怪盗黒バラの変装をさせた仮面舞踏会を開く。そこには本物の怪盗黒バラが現れ、モンテルラン夫人の首飾りを強奪していった。
リタの両親
声 - 入江崇史（父）、篠原恵美（母）
夫婦ともにサーカスの団員で動物使いだった。サーカスのテントが火事になった時、リタとクリーム・ショコラをゲオルグ達に託し、他の団員や動物を助けようとして再びテントの中へ戻ったところでテントが崩れ落ち、2人とも帰らぬ人となった。これがトラウマとなってリタは言葉を失い、また火を極度に恐れるようになった。
シュテファン
声 - 川上とも子
アーベルの別れた息子。アーベルが薬を盗むきっかけとなった病気の後遺症により、車椅子に乗っている。アーベルのことを尊敬している。思いがけない彼の出現によって、ジャグリングをしていたアーベルは失敗してしまう。ピエロのアーベルから新しい父親を含む家族に似せたくるみ割り人形を受け取る。
ラルフ
声 - 安井邦彦
マリーの新しい夫。義理の息子であるシュテファンのことをかわいがっている。
マリー
声 - 渡辺美佐
アーベルの元妻。シュテファンや村人のために薬を盗んで服役したアーベルが戻ってくるのをずっと待っていたが、ラルフと再婚した。ピエロの扮装をしたアーベルの正体に最後は気づいた。
ワトソン
声 - 広瀬正志
ナージャの父・レイモンと面識のあった人物。ジョンにナージャが覚えていた子守唄の楽譜を貸した縁で、ナージャは自分の父親のことを知ることができた。

## 舞台となった場所
- ガルニエ宮 - パリ・オペラ座として知られる。ここの前で一座は公演を行った。
- ドンレミ - ジャンヌ・ダルクが生まれたと伝えられるロレーヌ地方の村で、ナージャ達はトレジャーハンティングを行っている。
- レマン湖畔の孤児院
- ロカルノ - スイス編からイタリア編に向かう途中、一向はロカルノに急ぐ人たちをからくり自動車に乗せる。
- コモ - イタリア編で一行が最初に訪れた別荘地。
- ミラノのドゥオーモ - ここの広場で一座は公演を行った。
- トレビの泉 - ナージャとクリスチャンはここで互いに異なった願いを行った。
- サグラダ・ファミリア
- ミコノス島
- ザルツブルク - からくり自動車の故障した部品の取り寄せのために一座はウィーンを前にして足止めされた。

## スタッフ
本作品より、朝日放送制作日曜朝8時30分枠のアニメは原画にも東映アニメーションのフィリピン法人TAP（TOEI ANIMATION PHILIPPINES）のスタッフが参加するようになった。第1話・最終話のナレーションは京田尚子が担当。
- 原作 - 東堂いづみ
- 連載 - 講談社「なかよし」
- シリーズ構成 - 金春智子
- キャラクターデザイン - 中澤一登
- 総作画監督 - 佐藤雅将
- 美術監督 - ゆきゆきえ
- 美術デザイン - ゆきゆきえ、カルロス・ユキ（第23話 - ）
- 色彩設計 - 辻田邦夫
- 編集 - 麻生芳弘
- 音楽 - 奥慶一
- 音楽制作 - マーベラスエンターテイメント
- 振付 - 鈴木みゆき、中野真紀子、宮内さゆり
- プロデューサー - 西澤萌黄（朝日放送）、高橋知子（ADK）、関弘美（東映アニメーション）
- 製作担当 - 坂井和男
- シリーズディレクター - 五十嵐卓哉
- アニメーション制作 - 東映アニメーション
- 制作協力 - 東映
- 制作 - 朝日放送、ADK、東映アニメーション

### スタッフの変名
作品が日本国外を舞台にしているからか、スタッフにも洋風の変名がいくつか散見される。それ以外の名前は前述のTAPのスタッフである。
- K・Y・グリーン - 栗山緑（山田隆司）
- ルージュ・ドゥ・ルーン - 大和屋暁
- カルロス・ユキ - 行信三

## 音楽

### 主題歌
オープニングテーマ「ナージャ!!」
作詞・作曲 - 茅原万起 / 編曲 - 大谷幸 / 歌 - 本田美奈子
エンディングテーマ「けせら・せら」
作詞 - うえのけいこ / 作曲 - 小杉保夫 / 編曲 - 大谷幸 / 歌 - 小清水亜美

### 音楽
劇中のBGMは、前シリーズ『おジャ魔女どれみ』に引き続いて奥慶一が担当した。「約100年前のヨーロッパ」という本作品の設定を受けて、制作スタッフからはクラシック音楽を基本とした方向性が要請され、中にはプロデューサーの関の意向で実在するクラシック楽曲を奥が編曲したものも含まれる。そのため、同じく奥による『おジャ魔女どれみ』シリーズのBGMが打ち込みと生楽器を活用したものであったのとは対照的に、本作品ではほとんどがアコースティックな楽曲となった。BGM録音は10時間以上に及び、約90曲の音楽およびそのバリエーションが用意された。
本作品のBGMの特徴として、主人公ナージャの踊り子という設定や貴族の舞踏会などの場面のための現実音楽としての楽曲や、ダンデライオン一座が世界中を旅するという物語に合わせた、さまざまな国の民族音楽を意識した楽曲などが豊富に用意された点などが挙げられる。
また本作品では、ナージャの母が遺したオルゴールとフランシスとのダンスのメロディーなど、音楽が物語の中で鍵として重要な役割を担った例も多い。
このほか「étoile」や「飛べない天使」など劇中で登場人物が歌う形で使用されたいくつかの挿入歌も、奥自身が作編曲を手がけた。
- オッフェンバック「天国と地獄」 - （暴走するからくり自動車）
- エルガー「威風堂々」 - プレミンジャー公爵家が舞台となる場面（物語序盤）
- ヨハン・シュトラウス2世「美しく青きドナウ」 - 舞踏会のダンスシーン
- チャイコスキー「くるみ割り人形」から「花のワルツ」
- グラナドス「スペイン舞曲」第5番「アンダルーサ」 - スペイン編（ホセの登場場面）
- ドビュッシー「月の光」 - スペイン編
- J.S.バッハ「無伴奏チェロ組曲」-スペイン編（お城を2人で散歩するシーン）
- チャイコフスキー「白鳥の湖」

2009年度のJASRAC賞では国際賞を獲得している。

## ネット局
放送形態は宮崎放送を除き、2003年5月中旬 - 6月上旬時点のものとする。
| 放送対象地域   | 放送局           | 系列           | ネット形態                                                   |
| -------------- | ---------------- | -------------- | ------------------------------------------------------------ |
| 近畿広域圏     | 朝日放送         | テレビ朝日系列 | 制作局                                                       |
| 関東広域圏     | テレビ朝日       | テレビ朝日系列 | 同時ネット                                                   |
| 北海道         | 北海道テレビ     | テレビ朝日系列 | 同時ネット                                                   |
| 青森県         | 青森朝日放送     | テレビ朝日系列 | 同時ネット                                                   |
| 岩手県         | 岩手朝日テレビ   | テレビ朝日系列 | 同時ネット                                                   |
| 宮城県         | 東日本放送       | テレビ朝日系列 | 同時ネット                                                   |
| 秋田県         | 秋田朝日放送     | テレビ朝日系列 | 同時ネット                                                   |
| 山形県         | 山形テレビ       | テレビ朝日系列 | 同時ネット                                                   |
| 福島県         | 福島放送         | テレビ朝日系列 | 同時ネット                                                   |
| 新潟県         | 新潟テレビ21     | テレビ朝日系列 | 同時ネット                                                   |
| 長野県         | 長野朝日放送     | テレビ朝日系列 | 同時ネット                                                   |
| 静岡県         | 静岡朝日テレビ   | テレビ朝日系列 | 同時ネット                                                   |
| 石川県         | 北陸朝日放送     | テレビ朝日系列 | 同時ネット                                                   |
| 中京広域圏     | メ〜テレ         | テレビ朝日系列 | 同時ネット                                                   |
| 島根県・鳥取県 | 山陰放送         | TBS系列        | 遅れネット 系列外スポンサードネット 土曜 7:00 - 7:30にて放送 |
| 広島県         | 広島ホームテレビ | テレビ朝日系列 | 同時ネット                                                   |
| 山口県         | 山口朝日放送     | テレビ朝日系列 | 同時ネット                                                   |
| 香川県・岡山県 | 瀬戸内海放送     | テレビ朝日系列 | 同時ネット                                                   |
| 愛媛県         | 愛媛朝日テレビ   | テレビ朝日系列 | 同時ネット                                                   |
| 福岡県         | 九州朝日放送     | テレビ朝日系列 | 同時ネット                                                   |
| 長崎県         | 長崎文化放送     | テレビ朝日系列 | 同時ネット                                                   |
| 熊本県         | 熊本朝日放送     | テレビ朝日系列 | 同時ネット                                                   |
| 大分県         | 大分朝日放送     | テレビ朝日系列 | 同時ネット                                                   |
| 宮崎県         | 宮崎放送         | TBS系列        | 本放送終了後に遅れネット                                     |
| 鹿児島県       | 鹿児島放送       | テレビ朝日系列 | 同時ネット                                                   |
| 沖縄県         | 琉球朝日放送     | テレビ朝日系列 | 同時ネット                                                   |

## 各話リスト
エンドカードについて
- 番組終了後に表示されるエンドカードについて、第31話のエンドカードは、漫画の単行本発売記念であゆみゆいが描いたものが放送されたが、権利関係の都合によりDVDでは別のものに差し替えられた。
- 特番などによる放送休止・放送日時変更・放送時間変更は以下の通り。
  - 2003年6月15日は「第103回全米オープンゴルフ・第3日目」の中継のため休止。
  - 2003年11月2日は「第35回全日本大学駅伝」の中継のため休止。
  - 制作局の朝日放送では『全国高校野球選手権大会中継』の第1試合を放送する関係で、当該回が後日に臨時枠移動となり、制作局を除くテレビ朝日系列23局へは裏送りで先行ネットとなる場合があり、制作局のみ前述のエンドカードが放送時間変更の告知に差し替えられる場合があった。

| 話数 | サブタイトル                     | 脚本                   | 演出                | 作画監督        | 美術                      | 放送日        |
| ---- | -------------------------------- | ---------------------- | ------------------- | --------------- | ------------------------- | ------------- |
| 1    | ナージャ、運命の扉!!             | 金春智子               | 五十嵐卓哉          | 中澤一登        | ゆきゆきえ 行信三         | 2003年 2月2日 |
| 2    | 怪盗黒バラの夜                   | 成田良美               | 矢部秋則            | 稲上晃          | ゆきゆきえ 塩崎広光       | 2月9日        |
| 3    | サムライ・ケンノスケ大暴走!!     | K・Y・グリーン         | 岡佳広              | 生田目康裕      | ゆきゆきえ 井出智子       | 2月16日       |
| 4    | 舞姫ナージャとミイラ博士         | 影山由美               | 山吉康夫            | 青山充          | ゆきゆきえ 下川忠海       | 2月23日       |
| 5    | 星の夜・二人だけのワルツ         | 金春智子               | 細田守              | 川村敏江        | ゆきゆきえ 塩崎広光       | 3月2日        |
| 6    | 母娘をむすぶ舞踏会の日記         | ルージュ・ドゥ・ルーン | 岩井隆央            | 河野宏之        | ゆきゆきえ 井出智子       | 3月9日        |
| 7    | 仮面舞踏会のワナ                 | 影山由美               | 伊藤尚往            | 永島英樹        | ゆきゆきえ 下川忠海       | 3月16日       |
| 8    | 折れた翼と恋の涙                 | 成田良美               | 山内重保            | 桑原幹根        | ゆきゆきえ 塩崎広光       | 3月23日       |
| 9    | 悩める天才ピアニスト!            | 金春智子               | 矢部秋則            | 青山充          | ゆきゆきえ 井出智子       | 3月30日       |
| 10   | ふたつの想い出オルゴール         | K・Y・グリーン         | 中尾幸彦            | 稲上晃          | ゆきゆきえ 下川忠海       | 4月6日        |
| 11   | 危機一髪! パリの告白             | ルージュ・ドゥ・ルーン | 岡佳広              | 生田目康裕      | ゆきゆきえ 塩崎広光       | 4月13日       |
| 12   | 宝探しはロマンチック!?           | ルージュ・ドゥ・ルーン | 細田守              | 川村敏江        | ゆきゆきえ 田中緑里       | 4月20日       |
| 13   | 朝陽の中のフランシス             | 成田良美               | 五十嵐卓哉          | 佐藤雅将        | ゆきゆきえ 井出智子       | 4月27日       |
| 14   | アルプス花祭りのウソ             | 影山由美               | 山吉康夫            | 永島英樹        | ゆきゆきえ 下川忠海       | 5月4日        |
| 15   | 嵐の中の家族                     | K・Y・グリーン         | 岩井隆央            | 河野宏之        | ゆきゆきえ 塩崎広光       | 5月11日       |
| 16   | わからない! 大人の恋愛ゲーム!    | 影山由美               | 矢部秋則            | 桑原幹根        | ゆきゆきえ 井出智子       | 5月18日       |
| 17   | 愛と野望のミラノ                 | K・Y・グリーン         | 山吉康夫            | 青山充          | ゆきゆきえ 塩崎広光       | 5月25日       |
| 18   | ヴェネツィア、涙のマンマ・ミーア | 金春智子               | 岡佳広              | 稲上晃          | ゆきゆきえ 下川忠海       | 6月1日        |
| 19   | 霧の夜・黒バラの真実             | 成田良美               | 長峯達也            | 生田目康裕      | ゆきゆきえ 井出智子       | 6月8日        |
| 20   | 危険がいっぱい! ローマのデート   | 影山由美               | 中尾幸彦            | 川村敏江        | ゆきゆきえ 塩崎広光       | 6月22日       |
| 21   | すれ違う母娘・ふたつの誕生日     | 金春智子               | 岩井隆央            | 河野宏之        | ゆきゆきえ 下川忠海       | 6月29日       |
| 22   | 助けて! 炎の記憶                 | K・Y・グリーン         | 矢部秋則            | 高橋任治        | ゆきゆきえ 井出智子       | 7月6日        |
| 23   | 恐怖! 地中海の幽霊船             | ルージュ・ドゥ・ルーン | 山吉康夫            | 青山充          | ゆきゆきえ 塩崎広光       | 7月13日       |
| 24   | オーレ! 太陽の闘牛士とフラメンコ | 成田良美               | 五十嵐卓哉          | 桑原幹根        | ゆきゆきえ 下川忠海       | 7月20日       |
| 25   | 帰ってきた裏切りの美女           | 成田良美               | 岡佳広              | 稲上晃          | ゆきゆきえ 井出智子       | 7月27日       |
| 26   | フランシスの向こう側             | ルージュ・ドゥ・ルーン | 細田守              | 川村敏江        | ゆきゆきえ 塩崎広光       | 8月3日        |
| 27   | 空飛ぶケンノスケ                 | K・Y・グリーン         | 長峯達也            | 生田目康裕      | ゆきゆきえ 下川忠海       | 8月10日       |
| 28   | 危険なプリンセス                 | 影山由美               | 岩井隆央            | 青山充          | ゆきゆきえ 井出智子       | 8月17日       |
| 29   | すばらしき人生! 光と影を見た男   | 成田良美               | 矢部秋則            | 河野宏之        | ゆきゆきえ 塩崎広光       | 8月24日       |
| 30   | 泥まみれの白バラ                 | ルージュ・ドゥ・ルーン | 山吉康夫            | 高橋任治 稲上晃 | ゆきゆきえ 下川忠海       | 8月31日       |
| 31   | 泣かないピエロ                   | K・Y・グリーン         | 中尾幸彦 葛西治     | 桑原幹根        | ゆきゆきえ 井出智子       | 9月7日        |
| 32   | ナイルの果て・指輪の秘密         | 影山由美               | 岡佳広              | 青山充          | ゆきゆきえ 塩崎広光       | 9月14日       |
| 33   | ピラミッドに消えたブローチ       | 成田良美               | 長峯達也            | 川村敏江        | ゆきゆきえ 下川忠海       | 9月21日       |
| 34   | さよならダンデライオン一座       | 成田良美               | 岩井隆央            | 稲上晃          | ゆきゆきえ 井出智子       | 9月28日       |
| 35   | 風のいたずら・運命の皮肉         | 影山由美               | 矢部秋則            | 生田目康裕      | ゆきゆきえ 塩崎広光       | 10月5日       |
| 36   | 危うし! 命を賭けた黒バラ         | K・Y・グリーン         | 山吉康夫            | 河野宏之        | ゆきゆきえ 下川忠海       | 10月12日      |
| 37   | 明暗! ブローチ奪還作戦           | ルージュ・ドゥ・ルーン | 伊藤尚往 中尾幸彦   | 青山充          | ゆきゆきえ 井出智子       | 10月19日      |
| 38   | ローズマリー笑顔の陰謀           | 影山由美               | 五十嵐卓哉 岩井隆央 | 高橋任治        | ゆきゆきえ 塩崎広光       | 10月26日      |
| 39   | 盗らないで! 私のお母さん         | 金春智子               | 長峯達也            | 桑原幹根        | ゆきゆきえ 下川忠海       | 11月9日       |
| 40   | 決意の朝! 本当の旅立ち           | ルージュ・ドゥ・ルーン | 岩井隆央            | 川村敏江        | ゆきゆきえ 井出智子       | 11月16日      |
| 41   | 喜びも苦しみもひとり旅           | K・Y・グリーン         | 岡佳広              | 東美帆          | ゆきゆきえ 塩崎広光       | 11月23日      |
| 42   | ひとりぼっちの故郷               | 成田良美               | 矢部秋則            | 生田目康裕      | ゆきゆきえ 下川忠海       | 11月30日      |
| 43   | ピアノがつなぐ子守歌             | K・Y・グリーン         | 中尾幸彦            | 河野宏之        | ゆきゆきえ 井出智子       | 12月7日       |
| 44   | どっちが好き? 究極の選択!        | 金春智子               | 五十嵐卓哉          | 青山充          | ゆきゆきえ 塩崎広光       | 12月14日      |
| 45   | 三人模様・ぐらつく恋心           | 成田良美               | 山吉康夫            | 高橋任治        | ゆきゆきえ 下川忠海       | 12月21日      |
| 46   | ふたりのナージャ、対決!          | 影山由美               | 伊藤尚往            | 桑原幹根        | ゆきゆきえ カルロス・ユキ | 12月28日      |
| 47   | 沈黙! 囚われの白バラ             | 金春智子               | 岩井隆央            | 川村敏江        | ゆきゆきえ 井出智子       | 2004年 1月4日 |
| 48   | 逆転! 黒バラの最後               | 成田良美               | 岡佳広              | 生田目康裕      | ゆきゆきえ 塩崎広光       | 1月11日       |
| 49   | 諦めない! 真実の力               | 金春智子               | 矢部秋則            | 青山充          | ゆきゆきえ 下川忠海       | 1月18日       |
| 50   | 新たなる運命の扉                 | 金春智子               | 五十嵐卓哉          | 河野宏之        | ゆきゆきえ 井出智子       | 1月25日       |

## 映像ソフト化
DVD
2003年9月19日から2004年9月15日にかけて、ポニーキャニオンより全13巻（セル、レンタル、各巻4話（1巻のみ2話）収録）がリリースされている（発売元はマーベラスエンターテイメント）。またDVDのリリースと並行して、同内容のVHSもリリースされている。
2016年2月にフロンティアワークスよりDVD-BOXが販売された。

## 動画配信・再放送
動画配信
ドコモ・アニメストア、U-NEXT、Amazon Prime Video、TSUTAYA DISCASなどで配信中。
再放送
2023年2月27日より毎週月曜19:00（再放送は毎週金曜8:00）より2話まとめて東映チャンネルで放送。同局では初の放送。

## 関連作品

### 漫画
- 明日のナージャ
  - なかよしにて、2003年3月号から2004年2月号にかけて連載。原作：東堂いづみ、漫画：あゆみゆい。
  - 前半はテレビシリーズに忠実なストーリーを展開。後半からは独自のオリジナルストーリーとなっており、フランシスと怪盗黒バラの関係を始め、テレビシリーズとの相違点も随所に見られる。ローズマリーなど一部のキャラクターは登場しない。
  - 単行本は講談社コミックスなかよし（KCなかよし）から発売。全2巻。
    - 第1巻：ISBN 978-4-06-364029-8
    - 第2巻：ISBN 978-4-06-364041-0

### 小説
明日のナージャ 16歳の旅立ち
講談社キャラクター文庫、2017年9月12日発売。原作：東堂いづみ、著：金春智子、イラスト：中澤一登。ISBN 978-4-06-314881-7
16歳に成長したナージャがアップルフィールド孤児院の友達を探すべく、ダンデライオン一座とともに行動する物語を描く。

### CD
- 明日のナージャ Music Boxシリーズ the Song arround the world（2003年7月24日、MJCG-80129）
  1. ナージャ!!（TVサイズ）
歌：本田美奈子
  2. ダンデライオンのテーマ
歌：ナージャ（小清水亜美）＆ダンデライオン一座（木内レイコ、折笠富美子、岸尾大輔、山崎たくみ、京田尚子、一条和矢）
  3. etoile-星-
歌：本田美奈子
  4. 夜の雨（ラファエルズ ソング）
歌：ラファエル（山本耕史）
  5. 飛べない天使（ラファエル&シルヴィー ソング）
歌：ラファエル（山本耕史） ＆ シルヴィー（折笠富美子）
  6. アデュー巴里
歌：シルヴィー（折笠富美子）
  7. ♪傘
歌 - ナージャ（小清水亜美）
  8. けせら・せら（TVサイズ）
歌 - 小清水亜美
  9. ダンデライオンのテーマ （KARAOKE）
  10. 夜の雨（ラファエルズ ソング）（KARAOKE）
  11. 飛べない天使（ラファエル&シルヴィー ソング）（KARAOKE）
  12. アデュー巴里（KARAOKE）
  13. ♪傘（KARAOKE）
- 明日のナージャ BGMコレクション その1
  1. アバンタイトル アイキャッチ
  2. 運命の扉
  3. 少女
  4. 忍び寄る時間
  5. 逃げろっ!
  6. 黒のバラ
  7. 絶望の渦
  8. 不安
  9. 想いは何処へ
  10. 日常の中の小さな驚き
  11. チュチュ
  12. イノセンス
  13. 好奇心
  14. いつかの夢
  15. 追う者、追われる者
  16. 赤と白
  17. 陽はまた昇り、清らかに
  18. 決意
  19. やすらかな微笑み
  20. 喜びと涙
  21. 戯画
  22. 眉にしわ
  23. 運命のいたずら
  24. 嵐の予感
  25. 大道芸
  26. カーニバル
  27. いつもの幸福
  28. 踊り
  29. アルプスは花盛り
  30. 初めてのダンス
  31. 胸の奥の小さな痛み
  32. しあわせの行方
  33. 想いを紡ぐオルゴール
  34. ダンデライオンのテーマ（ギターバージョン）
  35. ラファエル ズ ソング（インストゥルメント）
  36. ラファエル&シルヴィ ズ デュオ（インストゥルメント）
- 明日のナージャ BGMコレクション その2
  1. 少女へ
  2. ワルツ フォー ナージャ
  3. ワルツ #5
  4. 憧れ
  5. 雅なる舞い
  6. 鼓動
  7. 心ふるえて
  8. 無伴奏曲
  9. 緊張
  10. かくれんぼ
  11. いつかの調べ
  12. ヴァイオリンにのせて
  13. チェロの響き
  14. 華やかなる永遠
  15. 行進
  16. 冒険へGO！
  17. 夕暮れのテーブル
  18. 昂揚
  19. 威厳
  20. 威圧
  21. 気配
  22. 緊迫
  23. キャラバン
  24. 砂のむこう
  25. エジプシャン ダンス
  26. 白の誘い
  27. 情熱
  28. 仮面
  29. 舞い降る花
  30. ロマンツェ
  31. カンツォーネ
  32. 太陽と大地の間で…
  33. 華麗なるひととき
  34. この胸の高鳴り
  35. 初恋

### ドラマCD
マーベラスエンターテイメントより、サイドストーリーおよびテレビシリーズの後日談を収録したドラマCDが発売されている。
- 明日のナージャ 音的挿話シリーズその1「勝手にナージャ」（2003年10月22日発売）
- 明日のナージャ 音的挿話シリーズその2「明後日のナージャ」（2003年12月21日発売）
- 明日のナージャ 音的挿話シリーズ その3「明後日のナージャ」2（2004年1月21日発売）